# Cominha
Cominha (en francès Comigne) és un municipi francès situat al departament de l'Aude i a la regió d'Occitània.